# Kpingni

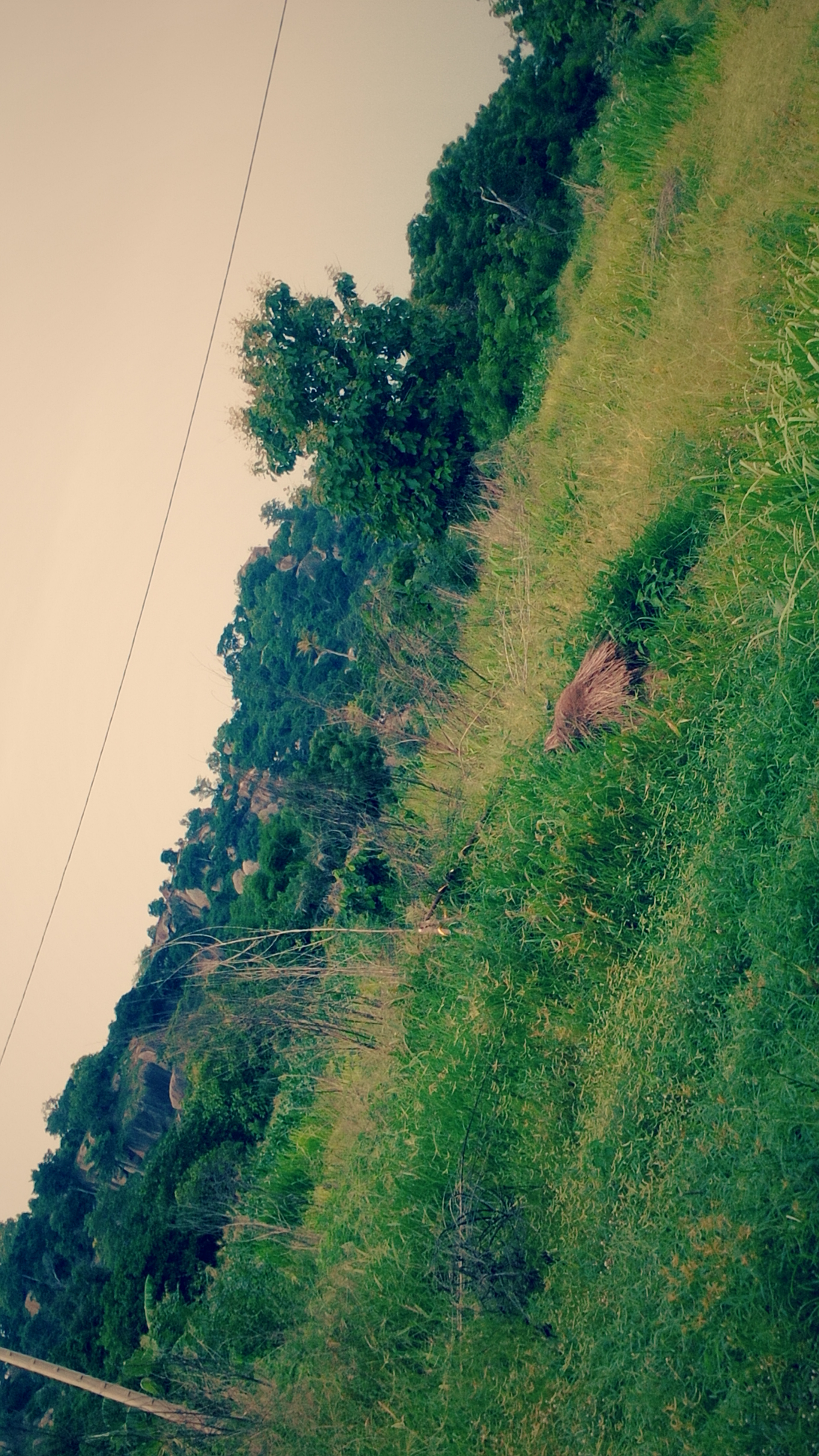
Kpingni, l'un des dix arrondissements de la commune de Dassa-Zoumè dans le département des Collines au Bénin.

Kpingni est l'un des dix arrondissements de la commune de Dassa-Zoumè dans le département des Collines au Bénin.

## Géographie
Kpingni est situé au centre du Bénin et compte 5 villages que sont Bakema, Fita, Kpingnin, Togon et Vedji.

## Démographie
Selon le recensement de la population de 2013 conduit par l'Institut national de la statistique et de l'analyse économique (INSAE), Kpingni compte 8 264 habitants  .